# Естевеје
Естевеје (фр. Estevelles) насеље је и општина у североисточној Француској у региону Север-Па д Кале, у департману Па де Кале која припада префектури Ланс.
По подацима из 2011. године у општини је живело 1894 становника, а густина насељености је износила 745,67 становника/km². Општина се простире на површини од 2,54 km². Налази се на средњој надморској висини од 19 метара (максималној 46 m, а минималној 21 m).

## Демографија
| 1962. | 1968. | 1975. | 1982. | 1990. | 1999. | 2011. |
| ----- | ----- | ----- | ----- | ----- | ----- | ----- |
| 1.225 | 1.237 | 1.183 | 1.151 | 1.629 | 1.687 | 1.894 |

График промене броја становника у току последњих година